# ريتشارد ماير (صحفي)
ريتشارد ماير (بالإنجليزية: Richard Meyer)‏ هو ناقد فني وصحفي ومؤرخ أمريكي، ولد في 1966.